# Wag the Dog
Wag the Dog – album z muzyką filmową skomponowaną przez Marka Knopflera do filmu Fakty i akty (Wag the Dog).

## Lista utworów
1. "Wag the Dog" - 4:44
2. "Working on It" - 3:28
3. "In the Heartland" - 2:45
4. "An American Hero" - 2:04
5. "Just Instinct" - 2:36
6. "Stretching out" - 4:18
7. "Drooling National" - 1:54
8. "We're going to War" - 3:24